# Гарманово
Гарманово — деревня в Верховажском районе Вологодской области.
Входит в состав Шелотского сельского поселения, с точки зрения административно-территориального деления — в Шелотский сельсовет.
Расстояние по автодороге до районного центра Верховажья — 70,5 км, до центра муниципального образования Шелоты — 1 км. Ближайшие населённые пункты — Фофановская, Шелота, Степаново, Чавровская, Якунинская, Горка-Назаровская, Доронинская, Татаринская, Денисовская, Дорошевица.
По переписи 2002 года население — 20 человек (8 мужчин, 12 женщин). Всё население — русские.